# Windpark Lake Turkana
Windpark Lake Turkana ist der größte Windpark in Subsahara-Afrika und liegt im Norden Kenias. Er entstand auf einer Landfläche, die am südöstlichen Ufer des Turkana-Sees beginnt und zwischen Mount Kulal und Mount Nyiru endet. Er wird von dem Konsortium Lake Turkana Wind Power Ltd. betrieben und nutzt Windkraftanlagen des dänischen Herstellers Vestas.

## Infrastruktur und Technik
365 Windkraftanlagen des Typs Vestas V52-850 mit einer Gesamtleistung von 310 Megawatt wurden errichtet. Rechnerisch entspricht dies etwa 20 % der derzeitigen installierten Kraftwerkskapazität in Kenia. Ursprünglich war geplant, anstelle der V52-Turbinen V90-Turbinen mit jeweils 2 MW Leistung zu installieren. Aufgrund der schwierigen Gegebenheiten erschien ein sicherer Transport dieser Turbinen jedoch als nicht realisierbar.
Am Standort herrschen außerordentlich hohe durchschnittliche Windgeschwindigkeiten von 11,1 m/s, was höher ist als an den meisten Offshore-Standorten. Deshalb ist die Energieausbeute am Standort überdurchschnittlich hoch, der Kapazitätsfaktor soll bei 68 % liegen. Möglich ist dies durch den „Turkana-Korridorwind“, einem Druckgefälle zwischen Indischem Ozean und Sahara, der für konstant gute Windbedingungen sorgt.
Wie auch bei anderen Anlagen machte der Anschluss des Kraftwerkes an das kenianische Stromnetz große Probleme. An dem Standort war keine Leitungsinfrastruktur vorhanden und Leitungen mussten neu gelegt werden.

## Finanzierung
Zur Finanzierung des Projekts waren 623 Millionen Euro nötig, womit der Windpark die größte private Investition in Kenias Geschichte war.
Die Weltbank zog sich 2012 aus der Finanzierung des Projekts zurück.
Am 24. März 2014 wurden Verträge zur Bereitstellung von Fremdkapital mit der African Development Bank (AfDB), der European Investment Bank (EIB), der Standard Bank of South Africa, der Nedbank, FMO, Proparco, der East African Development Bank, der PTA Bank, EKF, Triodos und DEG unterzeichnet und die Finanzierung für das rund 900 Mio. Dollar teure Projekt gesichert.
Im Oktober 2015 wurde zunächst bekannt, dass Google nach der für 2017 geplanten Fertigstellung den 12,5-%-Anteil von Vestas übernimmt. Aufgrund von Verzögerungen bei der Fertigstellung des Windparks, kam das Geschäft nicht zustande. Stattdessen kaufte der Investmentfonds Climate Finance Partnership, welcher von der Vermögensverwaltung BlackRock betreut wird, diesen und den Anteil von Finnfund.
Anteilseigner von Lake Turkana Wind Power Ltd.:
- 31,25 % Climate Finance Partnership
- Anergi Turkana Investments Ltd.
- Milele Energy Ltd.
- The Danish Climate Fund through Investment Fund for Developing Countries
- Sandpiper Ltd.

## Bau
Der Baubeginn fand im Juli 2015 statt. Im Oktober 2016 wurde die 154. Windkraftanlage installiert. Die letzte Windkraftanlage wurde Anfang März 2017 errichtet. Die ersten Windkraftanlagen speisten im September 2018 Strom ins Netz ein, nachdem es zuvor Probleme mit dem Netzanschluss gegeben hatte.

## Netzanbindung
Zur Anbindung an das Stromnetz war der Bau einer 400-kV-Hochspannungsfreileitung von 428 km Länge erforderlich. Die Stromleitung führt bis nach Suswa in Narok County. Netzbetreiber ist Kenya Transmission Company (Ketraco).

## Betrieb
In den ersten 20 Jahren Betriebszeit ist der Preis für den erzeugten Windstrom auf 8,53 KES / kWh fixiert und wird nach Ablauf dieser Frist auf 7,68 KES sinken. Über ein Power Purchase Agreement ist vertraglich sichergestellt, dass The Kenya Power and Lighting Company den Strom für 20 Jahr abnimmt. Für den Betrieb des Windparks werden zwischen 375 und 500 Personen beschäftigt. Es wird erwartet, dass durch den Betrieb des Windparks bis November 2019 Dieselkraftstoff im Wert von 140 Mio. US-$ eingespart werden wird.
Aufgrund der besonderen Windverhältnisse vor Ort wurde seit Inbetriebnahme im September 2018 ein außerordentlich hoher Kapazitätsfaktor von über 70 % erreicht. Das jährliche Regelarbeitsvermögen wird mit knapp 2000 GWh angegeben. Damit soll der Windpark ca. 15 % des täglichen Strombedarfs Kenias decken und rechnerisch etwa 1,5 Millionen Haushalte versorgen.